# Xanthothrix
Xanthothrix là một chi bướm đêm thuộc họ Noctuidae.

## Loài
- Xanthothrix neumoegeni H. Edwards, 1881
- Xanthothrix ranunculi H. Edwards, 1878